# Pterocalla pantherina
Pterocalla pantherina är en tvåvingeart som först beskrevs av Walker 1853.  Pterocalla pantherina ingår i släktet Pterocalla och familjen fläckflugor. Inga underarter finns listade i Catalogue of Life.